# Ischiolepta baloghi
Ischiolepta baloghi är en tvåvingeart som beskrevs av Papp 2003. Ischiolepta baloghi ingår i släktet Ischiolepta och familjen hoppflugor. Inga underarter finns listade i Catalogue of Life.